# Harald Laimer
Harald Laimer (* 3. September 1985 in Gsies) ist ein ehemaliger italienischer Naturbahnrodler. Er startete im Doppelsitzer und nahm zusammen mit Martin Graf von 2002 bis 2004 an Weltcuprennen und Europameisterschaften teil. Bei Juniorenweltmeisterschaften gewann er 2002 mit Michael Graf die Goldmedaille und 2004 mit Alex Innerbichler die Silbermedaille.

## Karriere
Bei der Junioreneuropameisterschaft 2001 in Tiers erreichte Harald Laimer mit seinem drei Jahre älteren Doppelpartner Martin Graf den vierten Platz. Ihr Debüt im Weltcup gaben Laimer/Graf am 13. Januar 2002 in Umhausen, erzielten dabei aber nur den siebten und letzten Platz. In der Saison 2001/2002 blieb dies ihr einziger Weltcupstart. Drei Wochen danach starteten sie bei der Europameisterschaft 2002 in Frantschach-Sankt Gertraud, wo sie als Vorletzte den neunten Platz belegten. Bei der Juniorenweltmeisterschaft 2002 in Gsies startete Laimer hingegen zusammen mit Michael Graf im Doppelsitzer und gewann mit einem Vorsprung von zwei Hundertstelsekunden auf die Russen Pawel Porschnew und Iwan Lasarew die Goldmedaille.
In der folgenden Saison 2002/2003 nahmen Graf/Laimer an allen sechs Weltcuprennen teil. Dabei fuhren sie zweimal unter die schnellsten fünf und erreichten mit dem vierten Platz im Parallelwettbewerb von Völs ihr bestes Karriereergebnis. Im Doppelsitzer-Gesamtweltcup wurden sie als beste Italiener Sechste. An der Weltmeisterschaft 2003 nahmen sie allerdings nicht teil. Sie waren zwar für den Wettkampf gemeldet, starteten aber nicht. Im nächsten Winter nahmen Harald Laimer und Martin Graf nur noch an zwei Weltcuprennen teil. In Olang und Garmisch-Partenkirchen belegten sie jeweils den achten Platz, womit sie 13. im Gesamtweltcup wurden. Bei der Juniorenweltmeisterschaft in Kindberg startete Laimer diesmal gemeinsam mit Alex Innerbichler. Hinter den Österreichern Christian und Andreas Schopf gewannen sie die Silbermedaille. Bei der eine Woche später ausgetragenen Europameisterschaft 2004 in Hüttau war er wieder mit Martin Graf am Start. Unter 16 Doppelsitzerpaaren belegten sie den 13. Platz. Für beide war dies ihr letzter internationaler Wettkampf.

## Erfolge
(wenn nicht anders angegeben, Doppelsitzer mit Martin Graf)

### Europameisterschaften
- Frantschach 2002: 9. Doppelsitzer
- Hüttau 2004: 13. Doppelsitzer

### Juniorenweltmeisterschaften
- Gsies 2002: 1. Doppelsitzer (mit Michael Graf)
- Kindberg 2004: 2. Doppelsitzer (mit Alex Innerbichler)

### Junioreneuropameisterschaften
- Tiers 2001: 4. Doppelsitzer

### Weltcup
- 2× unter den besten zehn im Doppelsitzer-Gesamtweltcup
- 2 Top-5-Platzierungen in Doppelsitzer-Weltcuprennen